# Чистяков, Геннадий Григорьевич
Геннадий Григорьевич Чистяков (7 июля 1937, Свердловск — 9 августа 2021, Нижний Тагил, Свердловская область) — советский хоккеист, защитник. Советский и российский тренер и функционер.

## Биография
Воспитанник свердловского хоккея. В сезонах 1953/54 — 1963/64 играл за «Спартак» Свердловск, в чемпионате СССР провёл семь сезонов, был капитаном команды. Сезон 1964/65 начал в команде первенства РСФСР «Уралец» Нижний Тагил, был играющим тренером. В феврале перешёл в нижнетагильский «Спутник», где играл до марта 1968 года. В сезоне 1968/69 играл за «Сибирь» Новосибирск.
С 1970 года в течение 14 сезонов был главным тренером «Спутника», работал начальником команды. Позже руководил в городе школой хоккея, судейской коллегией.
Скончался 9 августа 2021 года, похоронен на кладбище «Пихтовые горы» в Нижнем Тагиле.
Внук Семён — обладатель Кубка Гагарина в составе «Авангарда» (2021).